# 세리자와 가모
세리자와 가모(일본어: 芹沢 鴨/芹澤 鴨 せりざわ かも[*], 1827년 ~ 1863년)는 신센구미의 국장이다. 조슈번 출생으로 본명은 기무라 쓰구지(木村 繼次)로 세리자와 가모라는 이름은 탈번이후 개명한 것이다. 또한 그는 신도무념류의 달인으로 오키타 소지를 제외하고는 부대내에서 그의 상대가 없었다고한다.
신센구미의 창립 멤버로써 상임 국장 3인중 필두를 차지하였다. 그러나 이후 부대내의 인심을 잃었고, 곤도파와의 내부 권력다툼에서 패해하여 곤도 이사미, 히지카타 도시조, 야마나미 게이스케, 오키타 소지, 하라다 사노스케에 의해 암살됐다.
암살 당시 그는 첩인 오우메와 함께 자고 있었고, 베갯머리에서 소지의 칼을 받았으며 강하게 저항했다.이때의 격렬한 흔적이 아직도 남아있어 당시 그가 묵었던 거실 현관 위쪽의 나무가 베여져있다.문짝 한 두장에 시야가 가려진 순간 찔려 죽은 것으로 전해지고 있다.이때 가모를 따르던 파들도 모두 숙청당했다. 첩인 오우메도 소지의 칼을 받았다.